# Johan Jørgensen Urne
Johan Jørgensen Urne till Rygård och Engestofte, död 1537, var ett danskt riksråd.
Han var son till riddaren Jørgen Urne (död 1480) och Kirsten Krumstrup, och nämns från 1503. Bland hans bröder fanns domprosten Hans Jørgensen Urne, landsdomaren Jørgen Jørgensen Urne, biskopen Lage Jørgensen Urne och riksrådet Knud Jørgensen Urne.
Han omnämns år 1503 i sin bror Hans testamente och testamenterade 1506 sin syster Margrethe, änka efter Knud Reventlow till Søbo, hennes andel i Brolykke på Fyn. År 1516 omnämns han som riddare. 
Han var en av adelsmännen som 1523 på Ringsted landsting på nytt svor trohet till  Kristian II, men det hindrade honom inte att kort därefter ansluta sig till Fredrik I. Han belönades för detta genom att han samma år upptogs i Rigsrådet och utnämndes till lensmand på Kalundborg, som han 1525 kunde ersätta med Köpenhamn. År 1524 förlänades han också med staden Skælskør i fem år och 1528 fick han livsbrev, som visar att innehavaren fått något på livstid, för sig och sin hustru, Anne Rønnov, på staden. År 1532 skänkte konungen honom dessutom karmeliterklostret i Skælskør. År 1533 fick han tillstånd till att lösa ut Rugård kongegård och behålla den som pant. Från 1528 anförtroddes han även Själlands biskopsstols gård Borreby. På riksdagen i Köpenhamn 1533 tillhörde han därför också de katolska biskoparnas anhängare.
Grevefejden blev ödesdiger för honom. Upproret i Malmö i maj 1534 och greve Kristofers landstigning på Själland i juni försatte honom i en svår situation i Köpenhamn. Staden anslöt sig snart öppet till greven; men Johan Urne höll ännu slottet. Det berättas att Jørgen Kock, som ledde upproret i Köpenhamn, gjorde flera försök på att överrumpla slottsherren när han kom ner till staden för att förhandla med medborgarna, men de misslyckades. När greve Kristofer själv kom till staden och började belägra slottet, ska besättningen, som var missnöjd med Urnes stränghet, ha tvingat honom till att överlämna slottet den 24 juli efter några få dagars belägring. Men riktigheten i denna framställning är något tvivelsam. Omständigheten att Urne strax efter kapitulationen av greven förlänades något gods som Johan Friis hittills haft, och att han nu gick greven till hands, och sättet som han efterföljande behandlades, tyder på att hans överlämnande av slottet inte hade varit så nödtvunget.
Johan Urne vistades förmodligen härefter på sin gård på Fyn, men när Ovelacker som ledare för landsknektar från Lübeck rymde från ön i januari 1535, förde han med Johan Urne bland andra adelsmän som fånge. Han hölls först i Köpenhamn, sedan i Malmö, varifrån han januari 1536 fördes till slottet Lübtz i Mecklenburg. 
Vid fördraget om Köpenhamns kapitulation beslöts att de adelsmän som hölls fångna i Mecklenburg skulle släppas, men lämnas i Kristian III:s förvar. I slutet av augusti överlämnades de också till kungen i Hamburg. Johan Urne tillhörde dem, som det gick värst ut över; han hölls först fången i Haderslev till i november, och innan han släpptes, måste sex riksråd borga för att han skulle bege sig direkt till Köpenhamn och uppehålla sig här, innan kungen var nöjd. Han måste lämna sin plats i riksrådet, och alla sina förläningar, och dog kort därefter, före den 25 april 1537.
Han var gift två gånger. Först (före 1506) med Mette Johansdatter Oxe, som ännu levde 1521, och i andra giftet (före 23 augusti 1525) med Anna Marqvardsdatter Rønnov, som överlevde honom i många år. De fick sonen Lave Johansen Urne.